# 1953-as magyar úszóbajnokság
Az 1953-as magyar úszóbajnokságot júliusban rendezték meg a Nemzeti Sportuszodában. A versenyre a megyei bajnokságok győztesei és a Budapest-bajnokság első hat helyezettje nevezhetett, valamint indult néhány bolgár versenyző is.
A bajnokság megnyitó ünnepségén Mező Ferenc adta át Hajós Alfrédnak a NOB díszoklevelét. A döntőket több mint 3000 néző tekintette meg naponta.

## Eredmények

### Férfiak
| Versenyszám                             | Arany                                                              | Arany   | Ezüst                                                              | Ezüst   | Bronz                                                             | Bronz   |
| --------------------------------------- | ------------------------------------------------------------------ | ------- | ------------------------------------------------------------------ | ------- | ----------------------------------------------------------------- | ------- |
| 100 m gyorsúszás Döntő: július 24.      | Kádas Géza Heves megye                                             | 57,6    | Ipacs György Budapest                                              | 58,2    | Szabó Aladár Heves megye                                          | 1:01,4  |
| 200 m gyorsúszás Döntő: július 25.      | Kádas Géza Heves megye                                             | 2:10,7  | Dömötör Zoltán Budapest                                            | 2:12,0  | Ipacs György Budapest                                             | 2:12,3  |
| 400 m gyorsúszás Döntő: július 26.      | Nyéki Imre Budapest                                                | 4:39,1  | Csordás György Budapest                                            | 4:42,8  | Záborszky Sándor Budapest                                         | 4:45,8  |
| 1500 m gyorsúszás Döntő: július 24.     | Csordás György Budapest                                            | 18:48,1 | Záborszky Sándor Budapest                                          | 19:26,8 | Vörös Ferenc Budapest                                             | 20:50,5 |
| 100 m hátúszás Döntő: július 26.        | Magyar László Budapest                                             | 1:08,0  | Gyöngyösi László Budapest                                          | 1:11,1  | Gyergyák Károly Heves megye                                       |         |
| 200 m hátúszás Döntő: július 25.        | Nyéki Imre Budapest                                                |         | Magyar László Budapest                                             | 2:30,7  | Gyöngyösi László Budapest                                         |         |
| 100 m mellúszás Döntő: július 24.       | Aradi László Csongrád megye                                        | 1:15,8  | Kunsági György Budapest                                            | 1:16,4  | Utassy Sándor Heves megye                                         | 1:16,6  |
| 200 m mellúszás Döntő: július 24.       | Utassy Sándor Heves megye                                          | 2:45,0  | Kunsági György Budapest                                            | 2:45,2  | Aradi László Csongrád megye                                       | 2:45,7  |
| 100 m pillangóúszás Döntő: július 25.   | Tumpek György Budapest                                             |         | Fejér Zsolt Budapest                                               |         | Garai János Budapest                                              |         |
| 200 m pillangóúszás Döntő: július 24.   | Fejér Zsolt Budapest                                               | 2:35,8  | Tumpek György Budapest                                             | 2:37,1  | Garai János Budapest                                              | 2:47,3  |
| 400 m vegyes úszás Döntő: július 26.    | Kettesi Gusztáv Budapest                                           | 5:32,1  | Varga G. Budapest                                                  | 5:36,0  | Garai János Budapest                                              | 5:37,4  |
| 4 × 200 m gyorsváltó Döntő: július 24.  | Budapest I. Kettesi Gusztáv Ipacs György Csordás György Nyéki Imre |         | Budapest II. Hanák Schuszter Klein Ács                             |         | Szolnok megye Kanizsa Tivadar Károlyi Tibor Hasznos István Kovács | 9:31,6  |
| 4 × 100 m vegyesváltó Döntő: július 25. | Budapest Nyéki Imre Kunsági György Tumpek György Ipacs György      | 4:31,9  | Heves megye Gyergyák Károly Utassy Sándor Korepta Gyula Kádas Géza |         | Csongrád megye                                                    |         |

### Nők
| Versenyszám                             | Arany                                                                  | Arany  | Ezüst                                                           | Ezüst  | Bronz                                                         | Bronz  |
| --------------------------------------- | ---------------------------------------------------------------------- | ------ | --------------------------------------------------------------- | ------ | ------------------------------------------------------------- | ------ |
| 100 m gyorsúszás Döntő: július 24.      | Gyenge Valéria Budapest                                                | 1:06,7 | Novák Éva Budapest                                              | 1:07,4 | Gyergyák Magda Heves megye                                    | 1:07,5 |
| 200 m gyorsúszás Döntő: július 26.      | Novák Éva Budapest                                                     | 2:30,0 | Gyergyák Magda Heves megye                                      | 2:32,8 | Sebő Ágota Budapest                                           | 2:34,1 |
| 400 m gyorsúszás Döntő: július 25.      | Novák Éva Budapest                                                     | 5:20,1 | Sebő Ágota Budapest                                             | 5:22,0 | Gyergyák Magda Heves megye                                    | 5:26,7 |
| 100 m hátúszás Döntő: július 25.        | Hunyadfi Magda Budapest                                                | 1:17,0 | Novák Ilona Budapest                                            | 1:19,8 | Székely Ripszima Budapest                                     |        |
| 200 m hátúszás Döntő: július 26.        | Hunyadfi Magda Budapest                                                | 2:46,0 | Pajor Éva Budapest                                              | 2:53,0 | Nagy Éva Heves megye                                          | 3:03,5 |
| 100 m mellúszás Döntő: július 24.       | Killermann Klára Budapest                                              |        | Bács Erzsébet Budapest                                          |        | Kárpáti Vera Budapest                                         |        |
| 200 m mellúszás Döntő: július 25.       | Killermann Klára Budapest                                              | 2:58,5 | Kárpáti Vera Budapest                                           | 3:09,2 | Bács Erzsébet Budapest                                        | 3:09,6 |
| 100 m pillangóúszás Döntő: július 24.   | Székely Éva Budapest                                                   | 1:18,5 | Littomeritzky Mária Budapest                                    | 1:22,3 | Garai Mária Budapest                                          | 1:27,1 |
| 200 m pillangóúszás Döntő: július 26.   | Székely Éva Budapest                                                   | 2:50,7 | Littomeritzky Mária Budapest                                    | 3:10,2 | Garai Mária Budapest                                          | 3:11,0 |
| 200 m vegyes úszás Döntő: július 25.    | Székely Éva Budapest                                                   | 2:40,1 | Kárpáti Vera Budapest                                           |        | Garai Mária Budapest                                          |        |
| 4 × 100 m gyors váltó Döntő: július 26. | Budapest I Székely Ripszima Pintér Garai Mária Novák Éva               | 4:42,4 | Heves megye Csuhány Mária Bácskai Jolán Nagy Éva Gyergyák Magda | 4:56,6 | Budapest II Kárpáti Vera Ament Gebhardt Gizella Kárpáti Judit | 5:09,6 |
| 4 × 100 m vegyesváltó Döntő: július 24. | Budapest I. Hunyadfi Magda Killermann Klára Székely Éva Gyenge Valéria | 5:10,8 | Bp. Kinizsi                                                     |        | Heves megye                                                   |        |